# Бялунь (Голеньовський повіт)
Бялунь (пол. Białuń, нім. Gollnowshagen) — село в Польщі, у гміні Ґоленюв Голеньовського повіту Західнопоморського воєводства.
Населення — 434 особи (2011).
У 1975-1998 роках село належало до Щецинського воєводства.

## Демографія
Демографічна структура станом на 31 березня 2011 року:
|          | Загалом | Допрацездатний вік | Працездатний вік | Постпрацездатний вік |
| -------- | ------- | ------------------ | ---------------- | -------------------- |
| Чоловіки | 202     | 45                 | 143              | 14                   |
| Жінки    | 232     | 58                 | 139              | 35                   |
| Разом    | 434     | 103                | 282              | 49                   |